# Стоянов, Димитар
Димитар Стоянов (макед. Димитар Стојанов; 10 октября 1910, Прилеп, Османская империя — 4 сентября 1991, Скопье, СФРЮ) — македонский и югославский политический и государственный деятель; 1-й Председатель Исполнительного совета Собрания Социалистической Республики Македонии (1953).

## Биография
До 1935 года изучал историю в Белградском университете. Затем учительствовал.
За участие в антифашистской деятельности был интернирован в лагерь Чучулигово в Болгарии.
В годы Второй Мировой войны — участник Народно-освободительной войны в Югославии (с 1944). Сражался в рядах 2-й и 5-й Македонских ударных бригад. Был депутатом первой сессии Антифашистского собрания по Народному освобождению Македонии. На второй сессии 30 декабря 1944 года был избран членом президиума АСНОМ и министром образования в правительстве Демократической Македонии.
После окончания войны выполнял ряд ответственных социальных и политических обязанностей, в том числе занимал должность председателя  Народной скупщины Республики Македония до 19 декабря 1953 года. В 1960—1978 годах работал директором Архива СР Македонии, после чего вышел на пенсию.